# Lasza Salukwadze
Lasza Salukwadze (gruz. ლაშა სალუქვაძე, ur. 21 grudnia 1981 roku w Tbilisi) – gruziński piłkarz występujący na pozycji obrońcy w klubie İnter Baku.